# 西方庵 (北京朝阳门)
西方庵，位于北京市朝阳区建国门外日坛北路11号朝鲜驻华大使馆院内，是一座汉传佛教寺院。现已无存。

## 简介
西方庵位于过去的神路后街（位于神路街南段东侧，两街平行）以东，坐北朝南，共有两进院落。《北京寺庙历史资料》1928年北平寺庙登记中记载：“东郊二分署神路后街13号，建于光绪十六年，私庙，面积4亩，房14间，土地50亩。泥像40尊，铁五供三堂，铁香炉、铁磬一个。”中华民国后期，西方庵败落，成为民居。北平市《1947年第二次寺庙总登记》中没有记载西方庵。1950年代，在兴建朝鲜驻华大使馆时，拆除了西方庵。西方庵位于如今朝鲜驻华大使馆院落中部偏北的位置。